# 卢梅扎内
卢梅扎内（義大利語：Lumezzane）是位于意大利伦巴第大区布雷西亚省的一个市镇。卢梅扎内的人口为24,304，是整个布雷西亚省第二大的市镇。城市位于特罗皮亚山谷（Trompia Valley）旁的小山谷戈比亚山谷（Gobbia Valley）内。 由于其发达的工业，它是大区里重要的城市。